# 圣米格尔德塞雷苏埃拉
圣米格尔德塞雷苏埃拉，是西班牙卡斯蒂利亚-莱昂阿维拉省的一个市镇。总面积35平方公里，总人口209人（2001年），人口密度6人/平方公里。